# La Petite Gironde
La Petite Gironde è stato un quotidiano francese fondato a Bordeaux nel 1872.

## Storia
Il giornale fu fondato nel 1872 come versione a basso costo de La Gironde, salvo poi diventare un giornale indipendente negli anni ottanta del XIX secolo. Di tendenza "repubblicana moderata", puntava essere un grande giornale repubblicano regionale e di grande diffusione. In origine moderatamente centrista, la sua linea editoriale si estremizzò nel corso degli anni, fino ad avvicinarsi a quella de L'Action française negli anni della prima guerra mondiale.
Nel 1940, la proprietà fondò il giornale Le Grand Écho du Midi, che fu pubblicato a Tolosa dal 14 novembre 1940 al 19 agosto 1944 (tiratura limitata a circa 20.000 copie).
L'11 novembre 1942 la Wehrmacht occupò la zona libera francese, rendendo difficile la vita dei giornalisti e della redazione.
Sulle colonne de La Petite Gironde, in particolare negli editoriali di Richard Chapon, direttore del giornale, iniziarono a comparire articoli di orientamento collaborazionista a partire dal 1940. Nel 1941, la proprietà del giornale acquisì quote della SARL Inter-France informations (IFI), fondata dall'agenzia di stampa collaborazionista Inter-France. Allo stesso tempo, i fratelli Chapon svolsero un ruolo attivo nella Resistenza e, a partire dall'ottobre 1942, fecero parte del servizio segreto francese a Londra (BCRA). Nel 1945, il generale de Gaulle conferì a Michel Chapon la Croix de guerre 1939-1945 con stella d'argento.
Né La Petite Gironde né Le Grand Écho du Midi sopravvissero alle ordinanze del 6 maggio, del 22 e 26 agosto e del 30 settembre 1944, che decretarono lo scioglimento delle testate che erano continuate ad uscire durante l'occupazione tedesca e avevano tenuto una linea collaborazionista. La Petite Gironde fu quindi chiusa. Al suo posto cominciò ad uscire Sud Ouest, pubblicato per la prima volta il 29 agosto 1944 (poco dopo la liberazione della regione) da Jacques Lemoîne, fondatore del gruppo di famiglia e caporedattore de La Petite Gironde.